# Cycloramphus ohausi
Espèce
Synonymes
- Ceratophrys ohausi Wandolleck, 1907
- Cyclorhamphus distinctus Lutz, 1932

Statut de conservation UICN

 DD  : Données insuffisantes
Cycloramphus ohausi est une espèce d'amphibiens de la famille des Cycloramphidae.

## Répartition
Cette espèce est endémique de l'État de Rio de Janeiro au Brésil. Elle se rencontre entre 800 et 1 200 m d'altitude dans la Serra dos Órgãos.

## Description
Les mâles mesurent jusqu'à 38,6 mm et les femelles jusqu'à 41,6 mm.

## Étymologie
Cette espèce est nommée en l'honneur de Friedrich Ohaus (1864-1946).

## Publication originale
- Wandolleck, 1907 : Einige neue und weniger bekannte Batrachier von Brazilien. Abhandlungen und Berichte des Zoologischen und Anthropologisch-Ethnographischen Museums zu Dresden, vol. 11, no 1, p. 1-15 (texte intégral).